# 308
| [ Edytuj tabelę ] |                                                                                           |
| Król Armenii      | - 287 Tiridates III 330                                                                   |
| Cesarz Chin       | - 307 Jin Huaidi 313                                                                      |
| Władca Korei      | - 300 Mich’ŏn 331                                                                         |
| Papież            | - 308 Marceli I 309                                                                       |
| Król Persji       | - 302 Hormizdas II 309                                                                    |
| Cesarz Rzymu      | - 305 Galeriusz 311 - 306 Konstantyn Wielki 337 - 306 Maksencjusz 312 - 308 Licyniusz 324 |

Rok 308 / CCCVIII
stulecia: III wiek ~
IV wiek ~
V wiek

lata: 298 «
303 «
304 «
305 «
306 «
307 «
308
» 309
» 310
» 311
» 312
» 313
» 318

## Wydarzenia
- 11 listopada – na zjeździe cesarzy w Carnuntum postanowiono, że augustem Zachodu zostanie Licyniusz (cezarem Konstantyn), a Wschodu Galeriusz (cezarem Maksymin Daja).
- Rozpoczęto budowę Bazyliki Maksencjusza w Rzymie.

## Zmarli
- Totorses, król Bosporu.